# Бюргер, Аннекатрин
Аннекатри́н Бю́ргер (нем. Annekathrin Bürger, настоящая фамилия Ра́ммельт (нем. Rammelt); род. 3 апреля 1937, Берлин) — немецкая актриса театра, кино и телевидения.

## Биография
Родилась в семье известного художника-анималиста Хайнца Раммельта. Была ассистентом художника в театре. Окончила Высшую киношколу в Бабельсберге. В 1959—1960 годах — в Немецком театре, в 1963—1965 годах на «Deutscher Fernsehfunk», в 1965—2003 —в берлинском театре Фольксбюне. В кино дебютировала в 1956 году («Берлинский романс»). Была одной из ведущих актрис киностудии «ДЕФА». Много работала на телевидении и радио. Была замужем за актёрами Ульрихом Тайном и Рольфом Рёмером.